# PFK 메탈루르크 베카바드
메탈루르크 베카바드(우즈베크어: Metallurg Bekobod professional futbol klubi)는 베카바드를 연고로 하는 우즈베키스탄의 축구단이다. 현재 우즈베키스탄 슈퍼리그에 참가하고 있다.

## 우승
- 우즈베키스탄컵: 1985, 1990

## 선수 명단

### 현역
참고: FIFA 자격 규정에 따라 소속된 국가대표팀 국기를 표시합니다. 선수는 복수의 FIFA 비회원국 국적을 가지고 있을 수 있습니다.
| 번호 | 포지션 | 국적         | 이름                    |
| ---- | ------ | ------------ | ----------------------- |
| 10   | FW     | 우즈베키스탄 | 샤조드벡 우바이둘라예프 |
| 11   | FW     | 타지키스탄   | 달라르 샤리포프         |

| 번호 | 포지션 | 국적 | 이름 |
| ---- | ------ | ---- | ---- |